# Epitonium moolenbeeki
Epitonium moolenbeeki is een slakkensoort uit de familie van de Epitoniidae. De wetenschappelijke naam van de soort werd in 1996 voor het eerst geldig gepubliceerd door van de Nederlandse malacoloog Jacobus Johannes van Aartsen.